# Kirche der Heiligen Muttergottes (Baku)

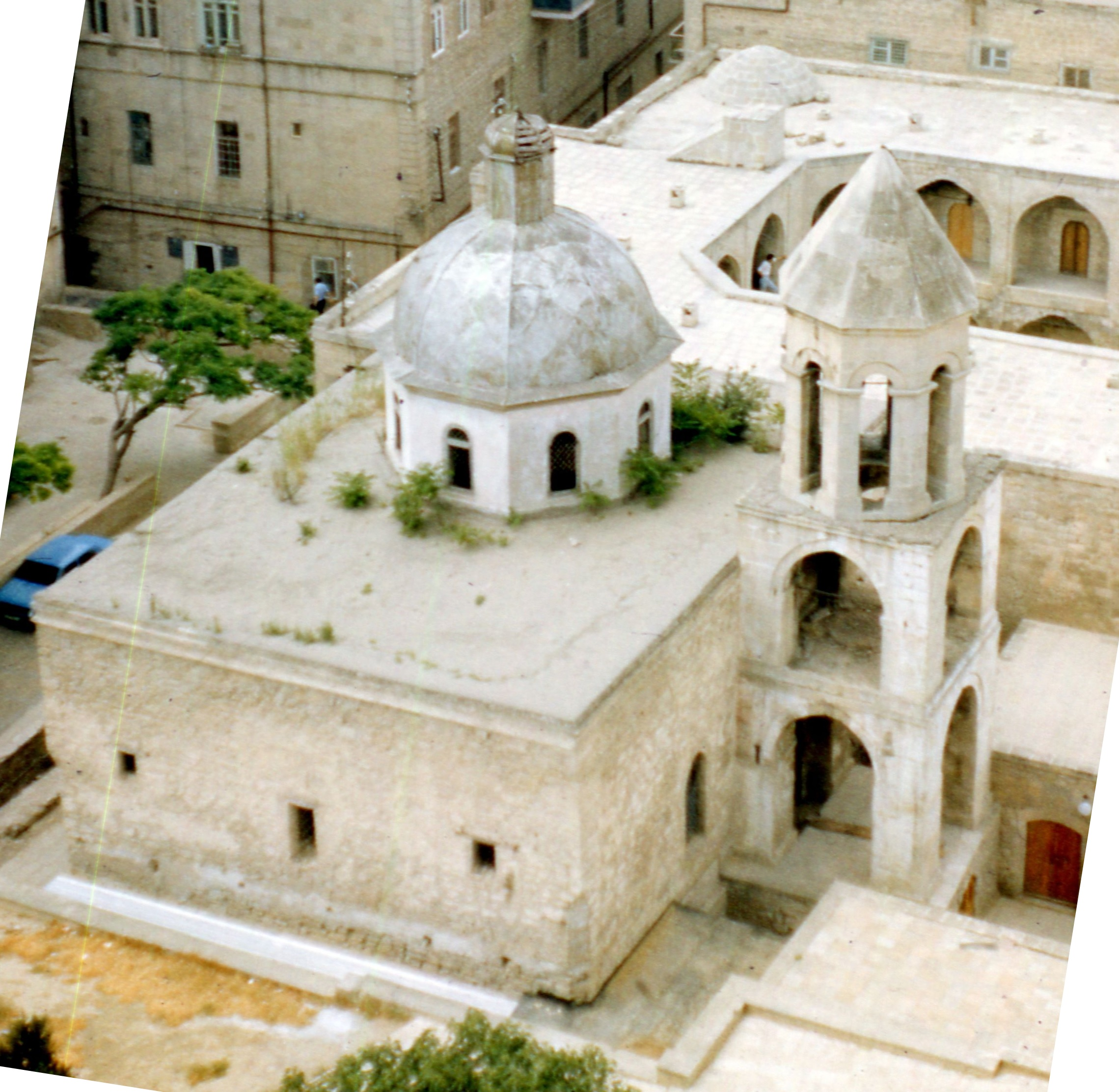
Kirche der Heiligen Muttergottes in Baku, 1987 – bereits ohne Kreuz, Karawanserei direkt dahinter (Aufnahme vom Jungfrauenturm aus)

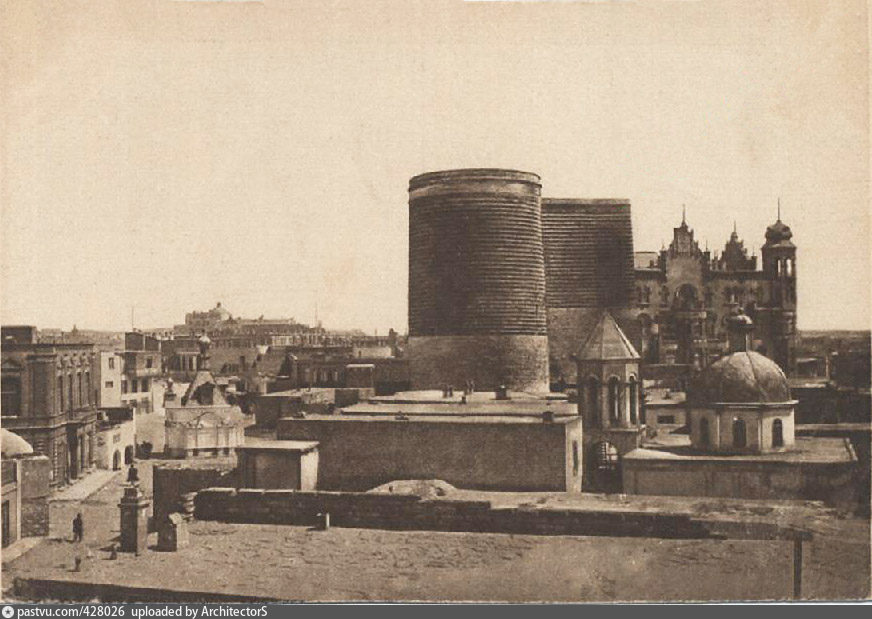
Kirche der Heiligen Muttergottes am Bakuer Jungfrauenturm, um 1910

Die Kirche der Heiligen Muttergottes (armenisch Սուրբ Աստվածածին եկեղեցի, russisch Церковь Святой Богоматери, церковь Аствацацин, aserbaidschanisch Surp Astvatsatsin Erməni Kilsəsi) war eine armenisch-apostolische Kirche in der Altstadt (İçərişəhər) von Baku (Aserbaidschan) aus dem 18. Jahrhundert, die 1992 abgerissen wurde. Sie befand sich an der Südseite des Jungfrauenturms an einer Kurve des Neftjanik-Prospekts („Ölarbeiter-Allee“, Проспект Нефтяников, Neftçilər Prospekti) zwischen Karawanserei (heute Mugam Club Baku, bis 1996 Musikmuseum), Barbarastraße (Варваринская улица, ab 1939 Wiaczesław-Mienżynski-Straße  Улица Вячеслава Менжинского, seit 1992 Həqiqət Rzayeva küçəsi) und der seit 1939 nach Asaf Zeynally benannten Großen Minarettstraße (Большая Минаретская улица, seit 1939 Улица Асафа Зейналлы, Asəf Zeynallı küçəsi).
Da es in der Altstadt im Vergleich zum Rest Bakus nur wenige Armenier gab, hatte die Kirche nur eine kleine Gemeinde. Deswegen und weil ihre Erinnerung aus dem kollektiven Gedächtnis in Baku gelöscht wurde, ist über sie nur noch wenig bekannt, und einige Aussagen über sie sind widersprüchlich. Laut Leonid Semjonowitsch Bretanitzki wurde die Kirche neben einer armenischen Karawanserei unter dem Jungfrauenturm errichtet. Benjamin Arustamjan behauptet, dass möglicherweise bereits Hamdallah Mustaufi (ca. 1281–1344) eine Kirche in Baku erwähnte und dass eine Kirche der Heiligen Muttergottes (Surp Astvatsatsin) 1799 – also unter der persischen Herrschaft der Kadscharen – am Fuße des Jungfrauenturms innerhalb der Festung Baku gebaut und in den 1930er Jahren zerstört wurde. Die Kirche stand allerdings noch bis zum Bergkarabachkonflikt, wie man auch auf mehreren Fotos sehen kann. Tatsächlich abgerissen wurde in Baku unter Josef Stalin dagegen die armenische Sankt-Thaddäus-und-Bartholomäus-Kathedrale.
Ende des 19. Jahrhunderts stellte der armenische Priester Markar Barchudarjanz fest, dass die Armenier in Baku zwei steinerne Kirchen hatten: die große Kirche Gregor des Erleuchters und die kleine Kirche der Heiligen Muttergottes, welche er als besonders alt beschrieb, wie auch an den inneren und äußeren Formen der Architektur erkennbar sei.
Thomas de Waal führt den Augenzeugenbericht eines 1992 in Baku tätigen Diplomaten auf, der die Zerstörung der Kirche auf dem Höhepunkt des Bergkarabachkonflikts beobachtete. Auf dem ehemaligen Kirchenstandort am Jungfrauenturm blieb eine Freifläche zurück.